# Кулси Ламко
Кулси Ламко (на френски: Koulsy Lamko) е чадски драматург, поет, писател-романист и университетски преподавател.

## Биография и творчество
Кулси Ламко е роден през 1959 г. в село Дадуар, Чад.
През 1979 г. заради гражданската война напуска страната си и отива в Буркина Фасо. Там се запознава с Томас Шанкара и участва с Института на чернокожите в Уагадугу. В продължение на 10 години работи за театъра.
За кратко е живял в Лимож, Франция. След това се мести в Руанда, където получава докторска степен в Националния университет в Бутаре. Основава университетски Център за изкуства и театър и преподава театър и творческо писане. Неговата докторска дисертация е на нововъзникващата театрална естетика в Африка.
Опитът му в Руанда го подтиква да напише романа си „La phalène des collines“ (Пеперудата на хълмовете) за геноцида през 1994 г.

## Произведения

### Романи
- La phalène des collines (2000)

### Поезия
- Exils (1993)

### Пиеси
- Le camp tend la sébile (1988)
- Ndo kela ou l'initiation avortée (1993)
- Tout bas … si bas (1995)
- Comme des flèches (1996)
- Le mot dans la rosée (1997)
- La tête sous l'aisselle (1997)

### Разкази
- Regards dans une larme (1990)
- Les repos des masques (1995)
- Sou, sou, sou, gré, gré, gré (1995)
- Aurore (1997)